# Єрмоленко Олександра Трохимівна
Олександра Трохимівна Єрмо́ленко (20 січня 1938, с. Олексіївка, нині Сумський район, Сумська область — 26 вересня 2022, Суми) — українська художниця декоративно-ужиткового мистецтва (художня кераміка, порцеляна, фаянс), живописиця, графікеса. Членкиня Національної спілки художників України (1982).

## Життєпис
Народилася 20 січня 1938 року в селі Олексіївка, нині Сумської області. 
Початкову мистецьку освіту отримала в художній студії при Будинку народної творчості, якою керував М. Д. Бончевський.
У 1962 році закінчила Одеське художнє училище (вчителі з фаху М. А. Павлюк, Т. І. Єгорова).
Працювала живописицею скульптурно-художньої лабораторії Баранівського порцелянового заводу (Житомирська область, 1967—1968); художницею Краснодарського порцеляно-фаянсового заводу «Чайка» (РФ, 1969—1973).
У 1974—1986 роках працювала на Сумському порцеляновому заводі.
Нагороджена медаллю «Ветеран праці» (1985).
Померла в Сумах 26 вересня 2022 року.
Була одружена з художником Василем Єрмоленком.

## Творчість
Олександра Єрмоленко працювала у галузі художньої кераміки, графіки та живопису.
У своїй творчості художниця поєднувала українські народні традиції з сучасним промисловим мистецтвом порцеляни. У створених нею художніх творах відчувається органічний зв'язок з природою, що втілився у формах та декорі порцелянових виробів.
У співавторстві зі своїм чоловіком створювала композиції з порцеляни, у яких тяжіла до фольклорних сюжетів («Берегиня», «Лісовик»). Поряд із сервізом Василя Єрмоленка «Пегас» сервіз Олександри Єрмоленко «Тет-а-тет» став візитівкою Сумського порцелянового заводу.
Зверталася до теми українського козацтва (набір з фаянсу «Козак Макар Симак», скульптурна композиція «Кубанські козаки»). 
Була учасницею численних республіканських та обласних художніх виставок. Персональні виставки проходили в Києві (1984), Сумах (1998, 2017). 
Твори зберігаються в Сумському обласному художньому музеї імені Н. Онацького, Сумському обласному краєзнавчому музеї, Музеї Лесі Українки (Київ).

## Вибрані твори
- живопис — «Соняшники» (1988), «Рідний край» (1989), «Хризантеми» (1995), «Небесна подорож» (2002), «Міраж» (2003), «Острів» (2004), «Первоцвіти» (2007).
- декоративні панно («Леся Українка», «Суми»).
- сервізи («Конвалія», «Тет-а-тет», «Медовий липень», «Кавказький заповідник»).
- вази і тарелі («Від Путивля до Карпат», «Синій птах», «Суцвіття»).
- набори для води, лікеру й квітів («Смарагдовий», «На галявині»).